# Lost Experience
The Lost Experience var en interaktiv tilføjelse til den amerikanske tv-serie Lost. Lost Experience blev efterfulgt af Find 815.
Lost Experience gav de deltagende et dybere indblik i Dharma Initiative, mytologien i Lost, Alvar Hanso og relaterede emner.
| Lost | Spire Denne artikel om tv-serien Lost er en spire som bør udbygges. Du er velkommen til at hjælpe Wikipedia ved at udvide den. |